# 쿠르트 슈비터스

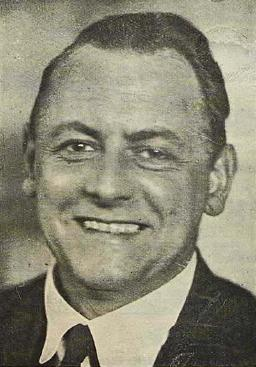

쿠르트 슈비터스(Kurt Hermann Eduard Karl Julius Schwitters, 1887년 6월 20일 ~ 1948년 1월 8일)는 독일의 화가·판화가·조각가이다. 하노버에서 태어나 드레스덴의 미술학교를 졸업하였다. 제1차 세계대전 후에 베를린의 '시투름(暴風)'의 그룹에 참가하면서 시와 조형에서 다각적인 활동을 시작하여 1923년부터 1932년까지 다다이슴의 잡지 <메르츠> 지(誌)를 발간했다.
<메르츠>에서 그는 과거의 모든 예술을 부정하고 명백하게 '반예술'을 선언했고 그가 만든 각종 콜라주와 같이 그의 집에는 유명한 <메르츠바우> ― 길거리에서 주워 모은 판자나 잡동사니로 세운 기둥이 있고, 이것은 조각에 있어서의 콜라주의 선구적인 작품으로 보고 있다.
<메르츠바우>는 10년 세월에 걸려 만들었다. 후에 나치스에게 추방당하여 노르웨이에 망명하였을 때에도 그는 제2의 <메르츠바우>를 세우려고 하였으나 뜻을 이루지 못했고 다음의 망명지였던 영국에서도 이것을 시도하였다. 그만큼 마치 어린 아이처럼 진지하게 소재와 놀아난 다다이스트도 없을 것이다.